# هيلتون دوسن
هيلتون دوسن (بالإنجليزية: Hilton Dawson) هو سياسي بريطاني، ولد في 30 سبتمبر 1953 في Newbiggin-by-the-Sea ‏ في المملكة المتحدة. نشط حزبياً في حزب العمال. في الانتخابات العامة في المملكة المتحدة 1997 ‏، انتخب عضو البرلمان الثاني والخمسون للمملكة المتحدة عن دائرة لانكاستر وواير وقد انضم خلال فترته النيابية ‏ (1 مايو 1997 – 14 مايو 2001) للكتلة البرلمانية حزب العمال وفي الانتخابات العامة في المملكة المتحدة 2001، انتخب عضو برلمان المملكة المتحدة الـ53 عن دائرة لانكاستر وواير وقد انضم خلال فترته النيابية ‏ (7 يونيو 2001 – 11 أبريل 2005) للكتلة البرلمانية حزب العمال.